# Торе Сквилаче (Лече)
Торе Сквилаче (итал. Torre Squillace) је насеље у Италији у округу Лече, региону Апулија.
Према процени из 2011. у насељу је живело 25 становника. Насеље се налази на надморској висини од 6 м.